# African Jesuit AIDS Network
African Jesuit AIDS Network (AJAN) è una rete di entità creata il 21 giugno 2002 dai gesuiti in Africa e Madagascar, con sede a Nairobi, che opera in diversi paesi per combattere AIDS, generare una consapevolezza critica e promuovere l'accesso universale ai trattamenti per i pazienti con AIDS. Nel 2017 era presente in 20 paesi. L'entità ha ripetutamente difeso il deficit di finanziamento per la lotta contro l'AIDS in Africa. È una delle entità della Chiesa cattolica che in totale serve il 25% dei malati di AIDS nel mondo e che in Africa in aree remote può raggiungere il 100%, secondo i dati del Vaticano.
Ha fondato e ha diretto l'entità di 2002 a 2010 Michael Czerny. Il motivo dell'avviamento dell'entità è stato "animare ai jesuitas di Africa e Madagascar a fondare e sviluppare proietti" riguardanti con la lotta contro l'aids. Queste entità possono essere di persone infettate o colpite per il virus, che combattono contro l'estigmatización e la discriminazione, che promuovono la responsabilità e prevenzione e che sono sensibili alla cultura, la fede e la spiritualità della gente.  Secondo Czerny limitare la lotta contro l'aids a promuovere l'uso del profilattico non è sufficiente e trasmette che gli africani sono "ansiosi, egoisti e incapaci di autocontrol".  A finali del decennio di 2010 al frente dell'entità c'era Paterne Mombe, esperto sull'aids in Africa formato in Biologia in Burkina Faso, che ha deciso dedicarsi alla lotta contro l'aids dopo stare in contatto con malat di Uganda. "Non #tentare# di dirgli che utilizzino il profilattico o che non farlo, bensì di formare una conciencia critica, affinché facciano un'opzione ragionata, e scelgano quello che considerino migliore partorisca loro", ha detto in un colloquio.